# Houille
Die Houille ist ein Fluss, der in der belgischen Region Wallonien und in der französischen Region Grand Est verläuft. 

## Geographie

### Verlauf
Die Houille entspringt im Südwesten der belgischen Gemeinde Gedinne, entwässert generell Richtung Nordwest, erreicht nach etwa 19 Kilometern die französische Grenze, bildet danach noch streckenweise die Staatsgrenze zwischen Frankreich und Belgien und mündet nach weiteren etwa 16 Kilometern – und somit nach einer Gesamtlänge von rund 35 Kilometern – bei Givet, im Regionalen Naturpark Ardennen, als rechter Nebenfluss in die Maas. Auf ihrem Weg durchquert die Houille in Belgien die Provinz Namur und in Frankreich das Département Ardennes.

### Orte am Fluss
(Reihenfolge in Fließrichtung)
- Louette-Saint-Pierre, Gemeinde Gedinne (BE)
- Gedinne (BE)
- Vencimont, Gemeinde Gedinne (BE)
- Landrichamps (FR)
- Fromelennes (FR)
- Givet (FR)